# 明大紛争
明大紛争（めいだいふんそう）は、1968年（昭和43年）から1969年（昭和44年）にかけて続いた明治大学における大学紛争である。学生運動側の立場からは明大闘争と呼称している。明大紛争における学生運動は全学共闘会議という呼称ではなく、全学闘争委員会（全学闘）として紛争の当事者となった。

## 概説
1968年6月の明大当局の学費値上げ決定に対する学生の抗議行動に端を発し、工学部（現、理工学部）生の大内義男を委員長とする明治大学全学闘争委員会を中心に、当時明治大学で再結成された全学連（三派全学連：委員長斎藤克彦明大商学部）、一般学生や教職員組合、体育会、理事会を巻き込み、駿河台、和泉、生田の全校舎のバリケードストライキ等全学的な広がりをみせた。
学生側が大衆団交をとおして、学費値上げの撤回を当局に要求したが、紛糾し、卒業試験や入学試験の中止も危惧されるなか、次第に学生指導部は当局と妥結の道をとり、1969年2月2日銀座東急ホテル（2001年閉館、現時事通信社本社ビル）での「暁の調印」と呼ばれる以下の内容の覚書を調印し、急展開の紛争の決着となった。
当局：学校法人明治大学　武田孟総長　宮崎繁樹学生部長　
学生側：明大全学闘　大内義男　
立会　：三派全学連　斎藤克彦
1. 学内諸問題の根本的改善を早急に検討。
2. 学費値上げは行うが、値上げ分は1.が確定した暁に予算計上する。
3. 学生側は速やかに学内のバリケード封鎖の解除等の正常化を行う。

## 背景
1960年代後半に日本では18歳人口の急増と大学進学率の向上により大学生の数が急伸し、大学教育の性格は大衆化しつつあった。この結果、学習環境や福利厚生、教職員数はこれに追いついておらず、教育条件の劣悪さに学生の不満が高まっていた。さらに明大は早稲田大学、慶應義塾大学、同志社大学のような有力私大の中でも比較的安い学費で大学運営を行い慢性的な赤字となっていた。
早慶で紛争が起き、その終結後、戦後の政治運動で活発な大学の一つであった明大が次の紛争校との世間の予想通り発生し、マスコミも注視する中私大では同大和泉校舎への警官隊導入等が行われ、日大紛争に次ぐ大規模紛争となった。

### 紛争後の大学
紛争の急展開の終結の理由として共産主義者同盟（ブント）の学生組織である社会主義学生同盟の存在がある。紛争は、三派全学連のなかでブントがもつ主導権の奪取を図った他の2派と体育会、理事会が通じた。それに対しブントが焦燥から全学連内部のブント勢力維持のために当局と妥協した。結果「ブント裏切り」という指弾を他の党派から集中的に受けることとなった。
明大の学生組織に強い影響力を行使していた三派全学連を構成していたブントは、「暁の調印」の責任を他派（解放派、中核派）から指弾され、結局斎藤委員長は辞任し、後任に中核派から秋山勝行（横浜国立大学生）がついた。
批判からの名誉挽回を目指した活動家の中には、後に東大安田講堂事件で籠城し、よど号ハイジャック事件の立案者の一人となった上原敦男（二部政経学部生）や東大工学部列品館守備隊長米田隆介（商学部生）、日本赤軍創設者重信房子（二部文学部生）、連合赤軍山岳ベース事件で殺害された遠山美枝子（二部法学部生）らがいる。
斎藤委員長や大内委員長は紛争後退学処分となった。
明大紛争は、明大で1966年に三派全学連が結成されていたことで、党派の派閥抗争が発生し学生側の全面敗北という形で終結した。

## 関連文献
- 宮崎繁樹著　『雲乱れ飛ぶ』私家版、2003年
- 山平重樹著　『連合赤軍物語 紅炎』　徳間書店、2011年
- 明治大学百年史編纂委員会 『明治大学百年史』 第四巻 通史編Ⅱ、学校法人明治大学、1994年